# Репляна
Репляна (болг. Репляна) — село в Болгарии. Находится в Видинской области, входит в общину Чупрене. Население составляет 164 человека.

## Политическая ситуация
В местном кметстве Репляна, в состав которого входит Репляна, должность кмета (старосты) исполняет Яким  Цанов Марков (Болгарская социалистическая партия (БСП)) по результатам выборов правления кметства.
Кмет (мэр) общины Чупрене — Ванё Костадинов Костин (коалиция в составе 2 партий: Земледельческий народный союз (ЗНС), Движение за права и свободы (ДПС)) по результатам выборов в правление общины.